# NGC 828
NGC 828 је спирална галаксија у сазвежђу Андромеда која се налази на NGC листи објеката дубоког неба.
Деклинација објекта је + 39° 11' 28" а ректасцензија 2h 10m 9,5s. Привидна величина (магнитуда) објекта NGC 828 износи 12,2 а фотографска магнитуда 13,1. NGC 828 је још познат и под ознакама UGC 1655, MCG 6-5-92, CGCG 522-125, 6ZW 177, IRAS 02071+3857, PGC 8283.